# عتاور (السبرة)

تعديل مصدري - تعديل

عتاور محلة تابعة لقرية العشوة، التابعة لعزلة التربة بمديرية السبرة إحدى مديريات محافظة إب في الجمهورية اليمنية.، بلغ تعداد سكانها 100 حسب تعداد اليمن لعام 2004.